# Nagykarácsony, Fejér
Nagykarácsony  este un sat în districtul Dunaújváros, județul Fejér, Ungaria, având o populație de 1.394 de locuitori (2011). 

## Demografie
Componența etnică a satului Nagykarácsony
     Maghiari (98,51%)
     Alții (1,49%)
Componența confesională a satului Nagykarácsony
     Fără religie (15,42%)
     Reformați (2,87%)
     Necunoscută (80,56%)
     Alte religii (1,51%)
Conform recensământului din 2011, satul Nagykarácsony avea 1.394 de locuitori. Din punct de vedere etnic, majoritatea locuitorilor (98,51%) erau maghiari. Nu există o religie majoritară, locuitorii fiind persoane fără religie (15,42%) și reformați (2,87%). Pentru 80,56% din locuitori nu este cunoscută apartenența confesională.